# Ubisoft Singapore
Ubisoft Singapore is een computerspelontwikkelaar gevestigd in Singapore. Het bedrijf werd in 2008 opgericht als dochteronderneming van Ubisoft.

## Ontwikkelde spellen
| Release | Titel                                                    | Platforms                                                                |
| ------- | -------------------------------------------------------- | ------------------------------------------------------------------------ |
| 2009    | Teenage Mutant Ninja Turtles: Turtles in Time Re-Shelled | PlayStation 3, Xbox 360                                                  |
| 2009    | Assassin's Creed II                                      | Mac OS X, PlayStation 3, Symbian, Windows, Xbox 360                      |
| 2010    | Prince of Persia: The Forgotten Sands                    | Nintendo DS, PlayStation 3, PlayStation Portable, Wii, Windows, Xbox 360 |
| 2010    | Assassin's Creed: Brotherhood                            | Mac OS X, PlayStation 3, Symbian, Windows, Xbox 360                      |
| 2011    | Assassin's Creed: Revelations                            | Android, PlayStation 3, Symbian, Windows, Xbox 360                       |
| 2012    | Tom Clancy's Ghost Recon Phantoms                        | Wii U, Windows                                                           |
| 2012    | Assassin's Creed III                                     | PlayStation 3, Symbian, Wii U, Windows, Xbox 360                         |
| 2013    | Assassin's Creed IV: Black Flag                          | PlayStation 3, PlayStation 4, Wii U, Windows, Xbox 360, Xbox One         |
| 2014    | Assassin's Creed Rogue                                   | PlayStation 3, Windows, Xbox 360                                         |
| 2014    | Assassin's Creed Unity                                   | PlayStation 4, Windows, Xbox One                                         |
| 2015    | Assassin's Creed Syndicate                               | PlayStation 4, Windows, Xbox One                                         |
| 2017    | For Honor                                                | PlayStation 4, Windows, Xbox One                                         |
| 2017    | Assassin's Creed Origins                                 | PlayStation 4, Windows, Xbox One                                         |
| 2018    | Assassin's Creed Odyssey                                 | PlayStation 4, Windows, Xbox One                                         |
| N.n.b.  | Skull & Bones                                            | PlayStation 4, Windows, Xbox One                                         |